# Lütke Gasse 17
Das Gebäude in der Lütke Gasse 17 in Münster ist das zweitälteste noch bestehende Fachwerkhaus in der Innenstadt Münsters. Es steht unter Denkmalschutz und verfügt über etwa 300 Quadratmeter Nutzfläche.

## Geschichte
Das Fachwerkhaus wurde im Jahr 1564 erbaut. Anfang der 1990er Jahre wurde das Baujahr bei einer dendrologischen Untersuchung bestätigt. Ein paar Jahre später wurde eine weitere solche Untersuchung durchgeführt, die das für den Bau des Erkers auf dem Dach verwendete Holz auf das Jahr 1820 datierte.
Das Haus vereinte Wohnunterkunft, Pferdestall und Tenne unter einem Dach. Die Tenne befand sich im Erdgeschoss, wo neben Heu und Stroh auch eine Sturzkarre untergebracht war. Den Pferdestall im ersten Stockwerk erreichte das Pferd über eine schiefe Ebene. Bei dem Pferd und dem Wagen handelte es sich um Eigentum des örtlichen Fuhrunternehmers Theodor Keuper, der seinerzeit einer der letzten Vertreter seiner Zunft war.
Mitte der 1990er Jahre wurde das Gebäude umfassend restauriert. In dem Haus wurden Wohnungen eingerichtet, die vom damaligen Besitzer, den Inhabern des in unmittelbarer Nähe gelegenen Central-Hotels, an Gäste vermietet wurden.
Die Immobilie wurde Anfang der 2020er Jahre durch Carl Deilmann, Sohn des Münsteraner Architekten Andreas Deilmann, von den Besitzern des Central-Hotels erworben. Das Investitionsvolumen wurde von Deilmann auf 1.200.000 € beziffert.
Im Sommer 2022 wurden umfangreiche Sanierungsmaßnahmen vorgenommen und eine Nutzungsänderung beantragt, um im Erdgeschoss des Gebäudes eine Gaststätte mit 40 Sitzplätzen auf einer Fläche von rund 50 Quadratmetern einzurichten. In dem früheren Gadem oberhalb der Gaststätte befindet sich inzwischen nur noch eine Wohnung, die sich über drei Etagen erstreckt.
Nach Einschätzung der städtischen Denkmalpflege ist das Aussehen des Hauses seit der Zeit seiner Erbauung im Wesentlichen unverändert. Es handelt sich um das zweitältestes Fachwerkhaus in der Innenstadt Münsters, nur ein Wohn- und Geschäftshaus in Fachwerkbauweise an der Bergstraße 9 ist älter.